# 綿半ホールディングス

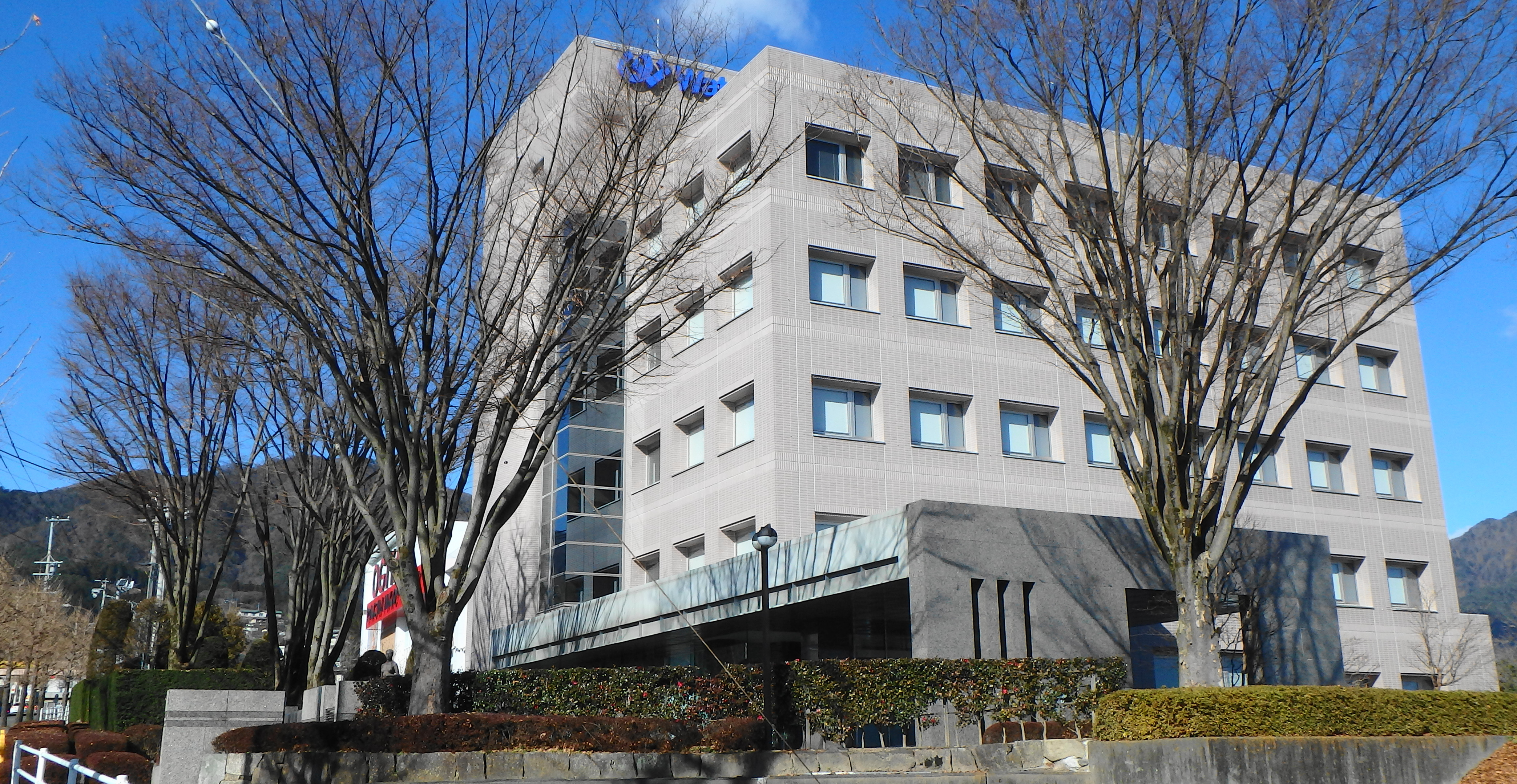
本店（長野県飯田市）

綿半ホールディングス株式会社（わたはんホールディングス、Watahan & Co., Ltd.）は、綿半グループを統括する持株会社。本社は東京都新宿区、本店（登記上本店）を長野県飯田市に置く。
傘下企業にはホームセンターを展開する株式会社綿半ホームエイドなどがある。

## 概要
1598年（慶長3年）創業の綿屋を前身とし、代々の当主が「綿屋半三郎」を襲名していたことが「綿半」の由来となっている。
明治初期には金物店に転換し、その後も時代につれて事業の場を変えている。現在では小売・建設・貿易分野が主な事業となっている。

## 沿革
- 1598年（慶長3年） - 信濃国飯田城下で綿屋として創業（明治初期に金物店に転換）。綿屋半三郎を屋号とし、現社名の由来となる
- 1945年（昭和20年）8月15日 - 野原合名会社設立。本社は長野県飯田市
- 1947年（昭和22年）9月11日 - 野原産業株式会社設立。本社は東京都中央区
- 1949年（昭和24年）2月18日 - 野原産業（株）飯田営業所を分離独立し、株式会社綿半銅鉄金物店（現 綿半ホールディングス（株））設立
- 1953年（昭和28年）
  - 4月1日 - 南信州地域の高校進学希望者を支援する、龍峡育英会設立
  - 10月23日 - 紙問屋・島幸（松本市）の事業を継承し、株式会社島幸設立 → 1973年（昭和48年）株式会社シマコーに商号変更
- 1957年（昭和32年） - 綿半共栄株式会社設立。保険代理店事業に進出 → のち野原共栄興産株式会社、1962年（昭和37年）綿半野原総業株式会社に商号変更
- 1958年（昭和33年） - （株）綿半銅鉄金物店が東京都新宿区に本社移転
- 1966年（昭和41年） - （株）綿半銅鉄金物店が綿半鋼機株式会社に商号変更
- 1967年（昭和42年）10月23日 - 綿半地所株式会社設立 → のち綿半興産株式会社、次いで綿半緑化株式会社に商号変更
- 1968年（昭和43年） - 飯田軽石ブロック工業株式会社を譲受し、綿半コンクリート工業株式会社に商号変更 → 1975年（昭和50年）綿半建材工業株式会社に商号変更
- 1977年（昭和52年）1月13日 - 綿半ホームエイド株式会社設立。ホームセンター事業に進出
- 1978年（昭和53年） - 綿半リビングストアー株式会社設立 → のち、綿半ホールディングス（株）に吸収合併される
- 1979年（昭和54年）9月17日 - 社会福祉法人綿半野原積善会設立
- 1995年（平成7年）4月3日 - 綿半鋼機（株）鉄構事業部を分離独立し、綿半テクノス株式会社設立
- 1996年（平成8年） - 株式会社綿半クリエイティブプロダクツ設立。化粧品代理店事業に進出
- 2000年（平成12年） - 綿半建材工業（株）と綿半緑化（株）が合併し、綿半インテック株式会社設立
- 2003年（平成15年）2月3日
  - 綿半鋼機(株)（旧）を綿半ホールディングス株式会社に商号変更。持株会社とする
  - 綿半鋼機株式会社（新）設立。旧会社の事業を継承
- 2003年（平成15年）9月26日 - 綿半リアルエステート株式会社設立。建物管理、不動産売買事業に進出。
- 2004年（平成16年） - 綿半鋼機（株）鉄筋部門を分離独立し、綿半鉄筋株式会社設立 → 2011年（平成23年）解散
- 2006年（平成18年） - 綿半野原総業（株）が（株）綿半クリエイティブプロダクツ（旧）を合併し、株式会社綿半クリエイティブプロダクツ（新）となる
- 2009年（平成21年） - （株）綿半クリエイティブプロダクツが綿半ホールディングス（株）に吸収合併される
- 2010年（平成22年）4月 - 綿半ホールディングス（株）がミツバ貿易株式会社を完全子会社化 → 2016年（平成28年）綿半トレーディング株式会社に商号変更
- 2012年（平成24年）4月 - 綿半鋼機（株）が（株）シマコーを吸収合併
- 2013年（平成24年）4月 - 綿半テクノス（株）が綿半インテック（株）の橋梁事業を承継し、綿半インテック（株）は綿半鋼機（株）に吸収合併される
- 2014年（平成26年）4月 - 綿半ホールディングス（株）が東京証券取引所第二部に上場
- 2015年（平成27年）‐　綿半ホールディングス（株）が株式会社キシショッピングセンターを子会社化→2017年（平成29年）綿半フレッシュマーケットへ商号変更。
- 2015年（平成27年）12月25日 - 綿半ホールディングス（株）が東京証券取引所第一部に指定替え
- 2016年（平成28年）
  - 綿半テクノス（株）が綿半鋼機（株）を吸収合併し、綿半ソリューションズ株式会社に商号変更
  - 綿半ホールディングス（株）が株式会社Jマートを子会社化→2017年（平成29年）綿半Jマート株式会社へ商号変更。
- 2017年（平成29年）‐　綿半パートナーズ株式会社を設立
- 2018年（平成30年）12月3日 - 綿半ホールディングス（株）が株式会社アベルネットを子会社化。→2020年（令和2年）株式会社綿半ドットコムへ商号変更
- 2020年（令和2年）10月5日 - 綿半パートナーズ（株）がリグナ株式会社を子会社化

## グループ会社

### 綿半ソリューションズ
綿半ソリューションズ株式会社（わたはんソリューションズ、Watahan Solutions Co.,Ltd.）は、建築工事・土木工事・緑化工事や建築鉄骨の製作及び工事などを行う企業。自走式立体駐車場stageW、屋根外装リニューアルを主軸に展開している。

#### 沿革
- 1961年（昭和36年） - 株式会社綿半銅鉄金物店が鉄構事業部を新設し、鉄骨事業に進出
- 1995年（平成7年）4月3日 - 綿半鋼機株式会社から鉄構事業部を分離独立し、綿半テクノス株式会社設立
- 1999年（平成11年） - 綿半鋼機株式会社から駐車場事業部を譲受
- 2013年（平成24年）4月 - 綿半インテック株式会社から会社分割により橋梁事業を承継
- 2016年（平成28年）4月1日 - 綿半鋼機株式会社を吸収合併し、綿半ソリューションズ株式会社に商号変更

#### 事業所

##### 本部
- 東京都新宿区四谷1-4 綿半野原ビル

##### 事業拠点
- 北海道エリア
  - 北海道札幌市中央区大通西12-4 あいおいニッセイ同和損保札幌大通ビル 5F
- 東北エリア
  - 宮城県仙台市青葉区二日町12番21号 アーク・オフィスビル 4F
- 関東エリア
  - 東京都新宿区四谷1-4 綿半野原ビル
- 甲信エリア
  - 長野県長野市南長池205 （長野綿半ビル）
  - 長野県佐久市猿久保785－10
  - 長野県松本市大字笹賀7600-2
  - 山梨県甲府市下飯田1-4-8 ミキハウス2 1F
  - 長野県飯田市北方1023-1
- 東海エリア
  - 静岡県静岡市駿河区南町18番1号 サウスポット静岡 9F
  - 静岡県浜松市中区板屋町110-5 浜松第一生命ビル 2F
  - 愛知県名古屋市中区丸の内1-5-28 伊藤忠丸の内ビル 5F
  - 愛知県豊田市大林町10-10-12
- 大阪エリア
  - 大阪府大阪市淀川区宮原4-1-9 新大阪フロントビル 9F
- 九州エリア
  - 福岡県福岡市博多区博多駅前3-25-21 博多駅前ビジネスセンター 4F
- 沖縄エリア
  - 沖縄県那覇市久茂地3-21-1 國場ビルディング 11F

##### 製造拠点
- 静岡工場（静岡県焼津市中島1000）
- 飯田工場（長野県下伊那郡高森町下市田3198）

##### 開発拠点
- 技術センター（岐阜県海津市平田町岡501）

##### 子会社
- ライトアットホーム（東京都世田谷区） - 訪問介護各種サービスの展開
- シンワタハンカンパニーリミテッド（ミャンマー） - 駐車場等の鉄骨製品、および建設関連事業を展開

### 綿半トレーディング
綿半トレーディング株式会社（わたはんトレーディング）は、医薬品や化粧品原料などの輸入・販売を行っている。製薬研究所を持ち、新薬の開発研究も行っている。

#### 沿革
- 1945年（昭和20年） - 有限会社ミツバ商事設立
- 1965年（昭和40年）7月7日 - （有）ミツバ商事を解散し、ミツバ貿易株式会社設立
- 1995年（平成7年）4月 - 製薬研究所を開設
- 2010年（平成22年）4月 - 綿半ホールディングス株式会社の完全子会社となる
- 2016年（平成28年）7月 - 綿半トレーディング株式会社に商号変更。

#### 事業所
- 本社（新宿区四谷）
- 製薬研究所（神奈川県横浜市都筑区）
- ワタハン・デ・メヒコ（メキシコシティ）

### 綿半フレッシュマーケット
愛知県一宮市を中心に5店舗展開するスーパーマーケット。旧・キシショッピングセンター。

### 綿半パートナーズ
綿半グループ共同仕入れ会社。2017年に新設。

## かつて存在した主なグループ会社

### 綿半鋼機
綿半鋼機株式会社（わたはんこうき）は、外装・内装工事や鉄筋・鉄骨工事を行っていた企業。旧会社が持株会社に移行したことで新たに設立された会社で、吸収合併され綿半ソリューションズとなるまで、明治から続く綿半の事業を引き継いでいた。

#### 沿革
- 1949年（昭和24年）2月18日 - 野原産業（株）飯田営業所を分離独立し、株式会社綿半銅鉄金物店設立
- 1950年（昭和25年） - 株式会社綿半岡谷銅鉄金物店設立 → 1952年（昭和27年）（株）綿半銅鉄金物店と合併
- 1966年（昭和41年） - 綿半鋼機株式会社（旧）に商号変更
- 2003年（平成15年）2月3日 - 綿半鋼機（株）（旧）が綿半ホールディングス株式会社に商号変更し、持株会社となる。旧会社の事業は綿半鋼機株式会社（新）と綿半インテック株式会社に分割して継承
- 2010年（平成22年） - 株式会社シマコーからリフォーム事業を譲受
- 2012年（平成24年）4月 - 株式会社シマコーを吸収合併
- 2013年（平成24年）4月 - 綿半インテック株式会社を吸収合併
- 2016年（平成28年）4月1日 - 綿半テクノス株式会社へ吸収合併され、綿半ソリューションズ株式会社となる

### 綿半インテック
綿半インテック株式会社（わたはんインテック、Watahan Intec）は、土木工事・緑化工事・橋梁工事などを行っていた会社。

#### 沿革
- 1967年（昭和42年）10月23日 - 綿半地所株式会社設立
- 実施年不明 - 綿半興産株式会社に商号変更
- 実施年不明 - 綿半緑化株式会社に商号変更
- 2000年（平成12年） - 綿半建材工業株式会社と合併し、綿半インテック株式会社となる
- 2013年（平成24年）4月 - 会社分割により綿半テクノス株式会社へ橋梁事業を承継した上で、綿半鋼機株式会社に吸収合併される

## 関連団体

### 綿半野原積善会
社会福祉法人綿半野原積善会（わたはんのはらせきぜんかい）は、長野県飯田市で各種老人福祉施設を運営している。

#### 沿革
- 1979年（昭和54年）9月17日 - 綿半創業380周年記念事業として設立
- 1980年（昭和55年）6月5日 - 軽費老人ホームヴィラ緑風苑開設
- 2000年（平成12年）4月1日 - 西部デイサービスセンター桑の実開設
- 2001年（平成13年）4月1日 - 居宅介護支援センターわたはん開設
- 2005年（平成17年）4月6日 - 特別養護老人ホームかざこしの里・認知症デイサービスセンターよりそい開設
- 2015年（平成27年）3月19日 -特別養護老人ホーム笑みの里開設・ショートステイ笑みの里開設

#### 施設
- 軽費老人ホーム「ヴィラ緑風苑」 - 長野県飯田市山本6719
- 特別養護老人ホーム「かざこしの里」 - 長野県飯田市三日市場2100
  - 居宅介護支援センター「わたはん」
- 西部デイサービスセンター「桑の実」 - 長野県飯田市三日市場2099-2
- 特別養護老人ホーム「笑みの里」
  - ショートステイ「笑みの里」 - 長野県飯田市上郷別府2230-8

### 龍峡育英会
龍峡育英会（りゅうきょういくえいかい）は、南信州地域の高校進学希望者を対象に日本育英会（当時）に準じた支援を行う育英会。綿半グループの出資で1953年（昭和28年）に設立された。
平成28年度末までの飯田市からの奨学生は延べ744人。

## テレビ番組
- 日経スペシャル カンブリア宮殿「400年企業シリーズ第1弾 異色の生き残り戦略！ 愛される商品づくりの裏側」（2025年1月9日放送、テレビ東京系列） - 社長の野原勇がスタジオ出演[3]。